# Outside Providence
Outside Providence (Brasil: Deixa Rolar ) é um filme dos gêneros comédia dramática, comédia romântica e drama romântico lançado em 1999.

## Sinopse
Timothy "Dildo / Dunph" Dunphy (Shawn Hatosy), está na classe de 1974, em seu último ano no coléfio vivendo, em Pawtucket, Rhode Island, vem de um pai de família conturbada da classe trabalhadora solteira, e é amigo de aqueles que têm aspirações que não excedam fumar maconha na torre de água que tem vista para a cidade.

## Elenco
| Ator               | Papel                  |
| ------------------ | ---------------------- |
| Shawn Hatosy       | Tim Dunphy             |
| Tommy Bone         | Jackie Dunphy          |
| Samantha Lavigne   | 'Clops'                |
| Jonathan Brandis   | Mousy                  |
| Adam LaVorgna      | Tommy the Wire         |
| Jesse Leach        | Decenz                 |
| Jon Abrahams       | Drugs Delaney          |
| Alec Baldwin       | Old Man Dunphy         |
| Richard Jenkins    | Barney                 |
| Mike Cerrone       | Caveech                |
| George Wendt       | Joey                   |
| Robert Turano      | Fran                   |
| Kristen Shorten    | Bunny Cote             |
| Timothy Crowe      | Mr. Funderburk         |
| Gabriel Mann       | Jack Wheeler           |
| George Martin      | Dean Mort              |
| Jack Ferver        | Irving Waltham         |
| Christopher Jewett | Brackett               |
| Alex Toma          | Billy Fu               |
| Sean Gildea        | Professor Math         |
| Bernie Sheredy     | Professora de história |
| Amy Smart          | Jane Weston            |
| Jimmy Landi        | Ticket Taker           |
| Amy Van Nostrand   | Mrs. Weston            |

## Recepção da crítica
Outside Providence teve recepção mista por parte da crítica especializada. Em base de 32 avaliações profissionais, alcançou uma pontuação de 62% no Metacritic. No Rotten Tomatoes, possui um índice de 50% em base de 74 críticas. Tem 66% de aprovação por parte da audiência, usada para calcular a avaliação do público a partir de votos dos usuários do site.